# Cheongwon
Cheongwon (Cheongwon-gun; 청원군; 淸原郡) era una contea della Corea del Sud situata nella provincia del Chungcheong Settentrionale. È stata soppressa il 1º luglio 2014.